# Drei Musketiere
Drei Musketiere is een single van de Duitse zangeres Conny Froboess.

## Tracklist

### 7" Single
Electrola E 22 513 [de]
1. "Drei Musketiere"
2. "Alles wegen Hamburg und St. Pauli"

## Hitnotering
| Drei Musketiere            | Drei Musketiere       | Drei Musketiere | Drei Musketiere | Drei Musketiere | Drei Musketiere |
| Hitlijst                   | Datum van binnenkomst | Week:           | 1               | 2               |                 |
| -------------------------- | --------------------- | --------------- | --------------- | --------------- | --------------- |
| Tijd Voor Teenagers Top 10 | 28-3-1964             | Positie:        | 8               | 8               | uit             |